# Eosentomon luxembourgense
Eosentomon luxembourgense  (лат.) — вид бессяжковых скрыточелюстных рода Eosentomon семейства Eosentomidae. Впервые описан польским зоологом Анджеем Шептыцким в 2001 году, вместе с рядом других близкородственных видов из Люксембурга.

## Распространение
Встречается в Люксембурге и Австрии. Типовой экземпляр (самка) из города Люксембург (отсюда видовой эпитет).

## Описание
Голова покрыта мелкими щетинками. Мандибулы с двумя мелкими зубами. Близок виду Eosentomon stumppi Rusek.